# 알타빌라실렌티나
알타빌라실렌티나(이탈리아어: Altavilla Silentina)는 이탈리아 캄파니아주 살레르노도의 코무네다.